# 삼산승영중학교
삼산승영중학교(三山承泳中學校)는 대한민국 인천광역시 강화군 삼산면 석모리에 있는 사립 중학교이다.

## 학교 연혁
- 1947년 11월 1일 : 삼산공민학교 보수과(補修科) 개교(상리)
- 1948년 10월 10일 : 삼산고등공민학교 승격인가
- 1948년 10월 10일 : 초대 김규성 교장 취임
- 1968년 2월 10일 : 삼산고등공민학교 제18회 졸업(졸업총인원 584명)
- 1966년 11월 19일 : 학교법인 삼산승영학원 재단 설립
- 1966년 11월 19일 : 초대 이승목 이사장 취임
- 1966년 12월 19일 : 삼산승영 중학교 설립 인가
- 1967년 3월 1일 : 삼산승영 중학교 제1회 입학식
- 1967년 3월 1일 : 초대 김규성 교장 취임
- 2004년 12월 3일 : 교실 증축공사 준공(3교실, 1·2층 콘크리트)
- 2005년 8월 9일 : 디지털 도서관, 과학실 현대화 공사 준공
- 2005년 9월 28일 : 제5대 노재환 이사장 취임
- 2010년 11월 16일 : 다목적실 증축 준공
- 2012년 5월 25일 : 기숙사 증축 및 준공
- 2020년 2월 3일 : 글로리관(특별교실 및 급식실) 준공
- 2021년 9월 1일 : 제14대 유민자 교장 취임
- 2022년 3월 1일 : 승영중학교 학교명칭 변경
- 2023년 12월 22일 : 제54회 졸업식(23명 여 9명, 남 14명, 총인원 2,827명)

## 참고 자료
- 삼산승영중학교 - 한국교육학술정보원 학교알리미